# Taleides-Maler

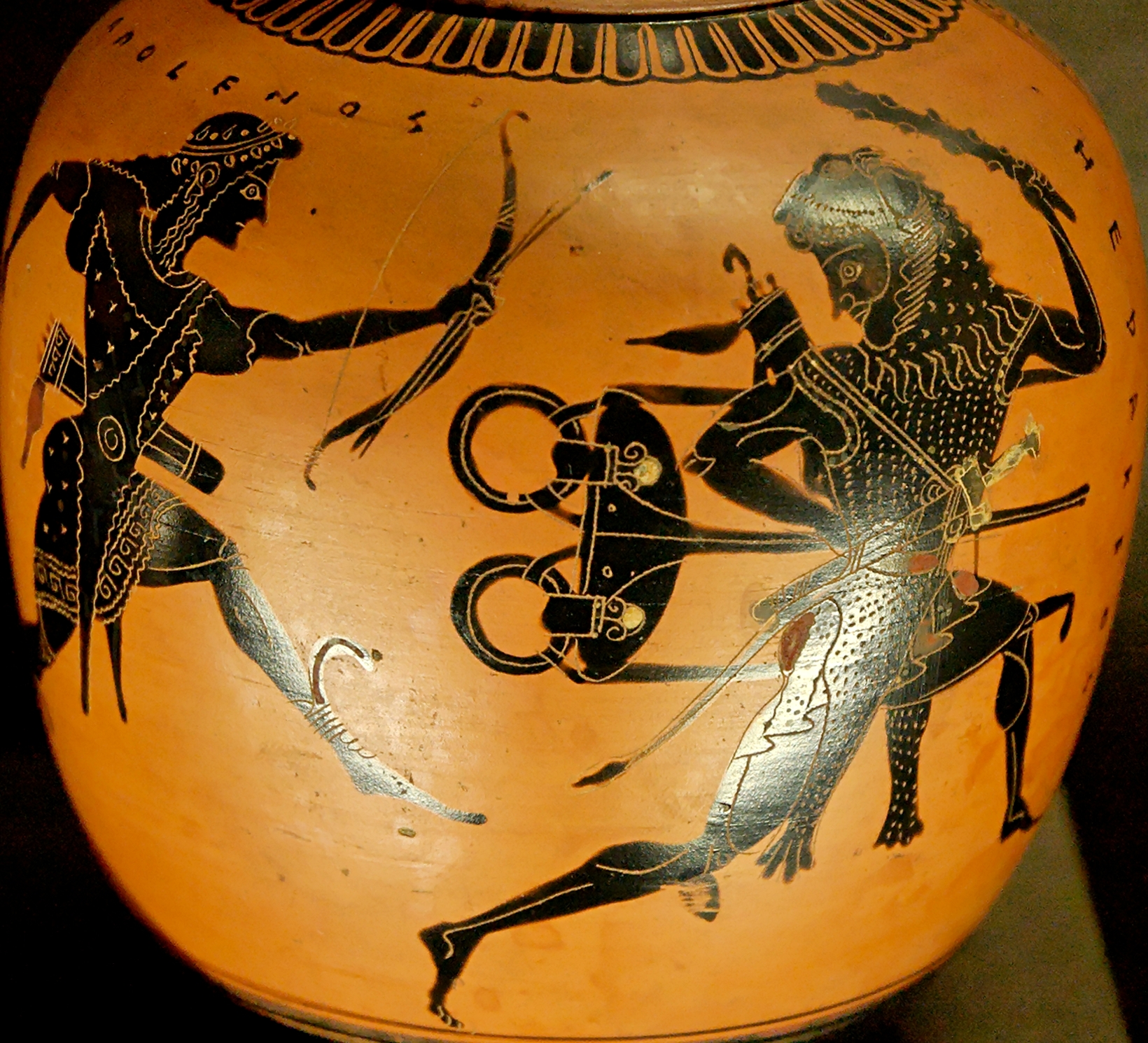
Oinochoe, etwa 520 v. Chr., Streit zwischen Herakles und Apollon um den Siegespreis in Delphi

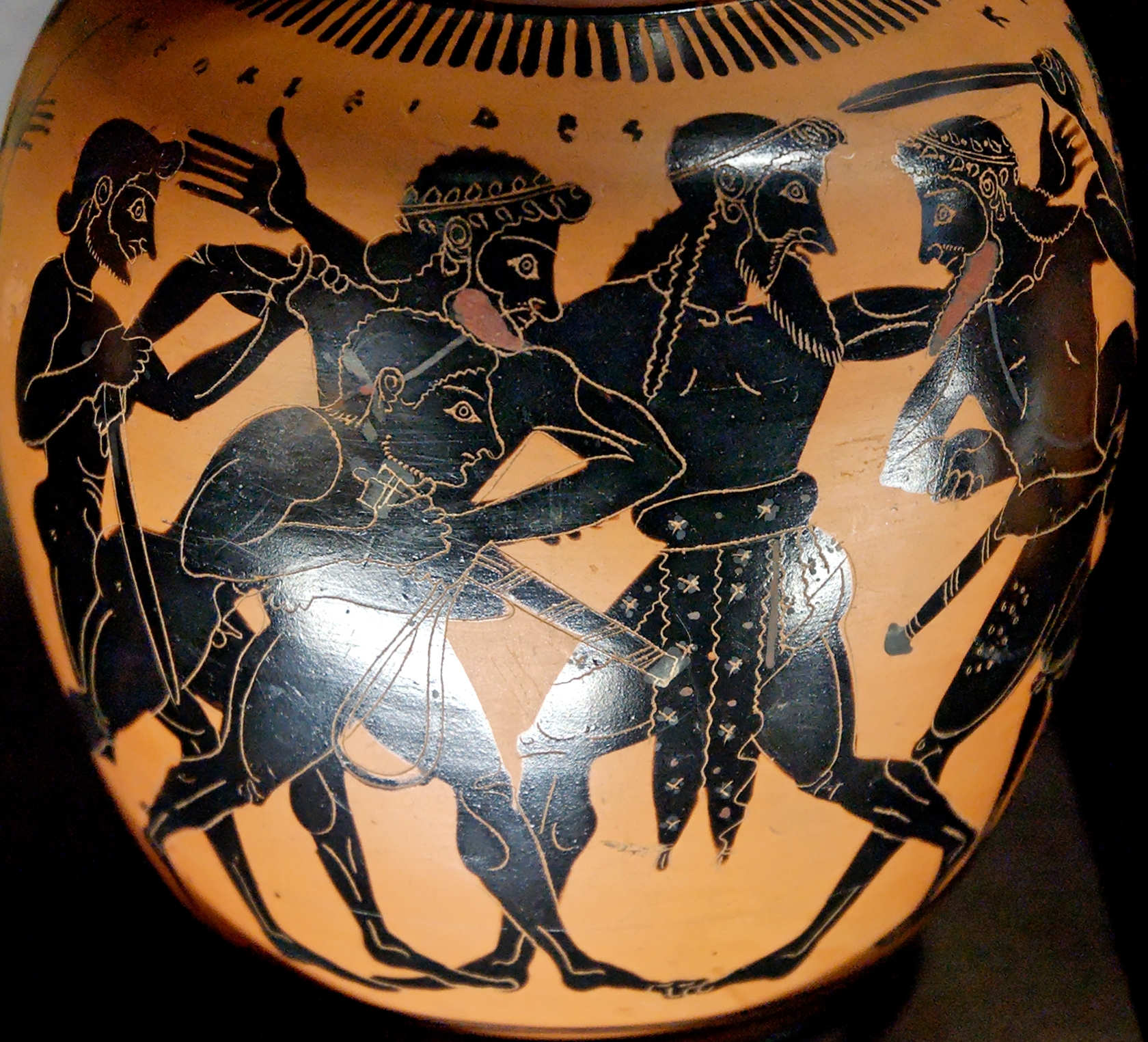
Oinochoe, etwa 520 v. Chr., Streit zwischen Ajax und Odysseus um die Rüstung des Achilleus

Der Taleides-Maler war ein in der 2. Hälfte des 6. Jahrhunderts v. Chr. tätiger attischer Vasenmaler des schwarzfigurigen Stils. Seinen Notnamen erhielt er durch seine enge Zusammenarbeit mit dem Töpfer Taleides, von dem er zahlreiche Vasen bemalte. Außerdem war er auch für den Töpfer Timagoras tätig.

## Werke (Auswahl)
- Athen, Akropolismuseum

Fragment eines Loutrophoros
- Athen, Nationalmuseum

Lekythos 414
- Berlin, Antikensammlung

Kleinmeisterschale F 1721 • Psykter-Oinochoe 31131
- ehemals Borden Wood, Collection Mrs. Winifred Lamb

Lekythos
- Boston, Museum of Fine Arts

Oinochoe 10.210 • Amphora 63.952 • Hydria 68.105 • Hydria 99.522
- Brunswick, Bowdoin College

Keramikfragment 2
- Eleusis, Archäologisches Museum

Lekythos 961
- Hamburg, Museum für Kunst und Gewerbe

Amphora 1917.474
- Limenas, Museum

Schalenfragment
- Madrid, Museo Arqueológico Nacional

Oinochoe 10932 (L 55)
- Malibu, The J. Paul Getty Museum

Lekythos 76.AE.48
- München, Antikensammlung

Lekythos
- Oxford, Ashmolean Museum

Fragment einer Lekythos G 571
- Paris, Musée National du Louvre

Hydria Cp10655 • Hydria F 38 • Hydria F 39 • Oinochoe F 340 • Oinochoe F 341
- Rom, Museo Nazionale di Villa Giulia

Amphora 15538 • Lekythos M 556
- St. Petersburg, Eremitage

Hydria 4467
- Sydney, University, Nicholson Museum

Fragment eines Lekythos 48.284 (ehemals Borden Wood, Collection Mrs. Winifred Lamb)
- Syrakus, Museo Archeologico Regionale Paolo Orsi

Fragment einer Kleinmeisterschale 7354 • Lekythos 8276
- Tarent, Museo Archeologico Nazionale

Lekythos 117183
- Vatikan, Museo Gregoriano Etrusco

Kleinmeisterschale Albizatti 321
Kleinmeisterschale 39546 (ehemals Sammlung Guglielmi)